# Улица Луначарского (Пермь)
У́лица Лунача́рского (Вознесенская) — улица в Перми, проходит через весь центр, через Ленинский и Дзержинский районы, вдоль Камы параллельно Екатерининской улице. Начинается от Окружного тюремного замка (ныне СИЗО № 1), заканчивается пересечением с Екатерининской и Плеханова (Биармской)

## История возникновения
Первоначально это была улочка в полтора квартала в Разгуляе, протянувшаяся вдоль тюремной площадки. На ней было 13 домов. В 1884 г. в этом месте был разбит Анастасьевский сад, он же Тюремный, позже названный садом Декабристов, в честь декабристов, которых содержали в местной тюрьме по дороге в Сибирь. Заканчивалась улица у Верхотурской (Островского).
При губернаторе К. Ф. Модерахе на этой улице открыли больницу на 25 коек. Заведовал больницей доктор Ф. Х. Граль (памятник ему поставлен около больничного корпуса на углу улиц Ленина и Плеханова). Через 36 лет здание было снесено, на его месте выстроили новые дома, где разместили приют для бедных.
Вознесенскую можно назвать улицей интеллигенции. Здесь жили в основном чиновники, учителя и врачи. Были и купеческие дома, но меньше. Торговых лавок было мало. В застройке преобладали двухэтажные каменные и полукаменные дома (с деревянным верхом). От Кунгурской (Комсомольский проспект, Красный проспект) до Красноуфимской (Куйбышева) был расположен Сенной рынок. На нем находилась Свято-Троицкая церковь.
В 1788 г. при губернаторе Е. П. Кашкине был построен работный дом для арестованных, иначе говоря, тюремный замок. В 1798 при замке построили больницу, а в 1829 — Богородице-Скорбященскую церковь. В 1824 г. замок и ряд учреждений города посетил император Александр I. В 1878 г. здание замка было перестроено в камне, арх. В. В. Потапенко. Адрес нынешней тюрьмы — ул. Клименко, 24.
Во время управления Пермской епархией архиепископом Неофитом (1851—1868) была возведена крупная и красивая церковь во имя Воскресения Святого и Святого благоверного князя Александра Киевского (арх. Г. П. Летучий). В 1938 г. церковь была разрушена (разобрана). Кирпичи использовали пленные немцы для строительства домов.
Сегодня на улице Луначарского сохранилось немного из того, что было здесь до революции, но есть несколько очень значительных историко-архитектурных памятников.

## Исторические здания

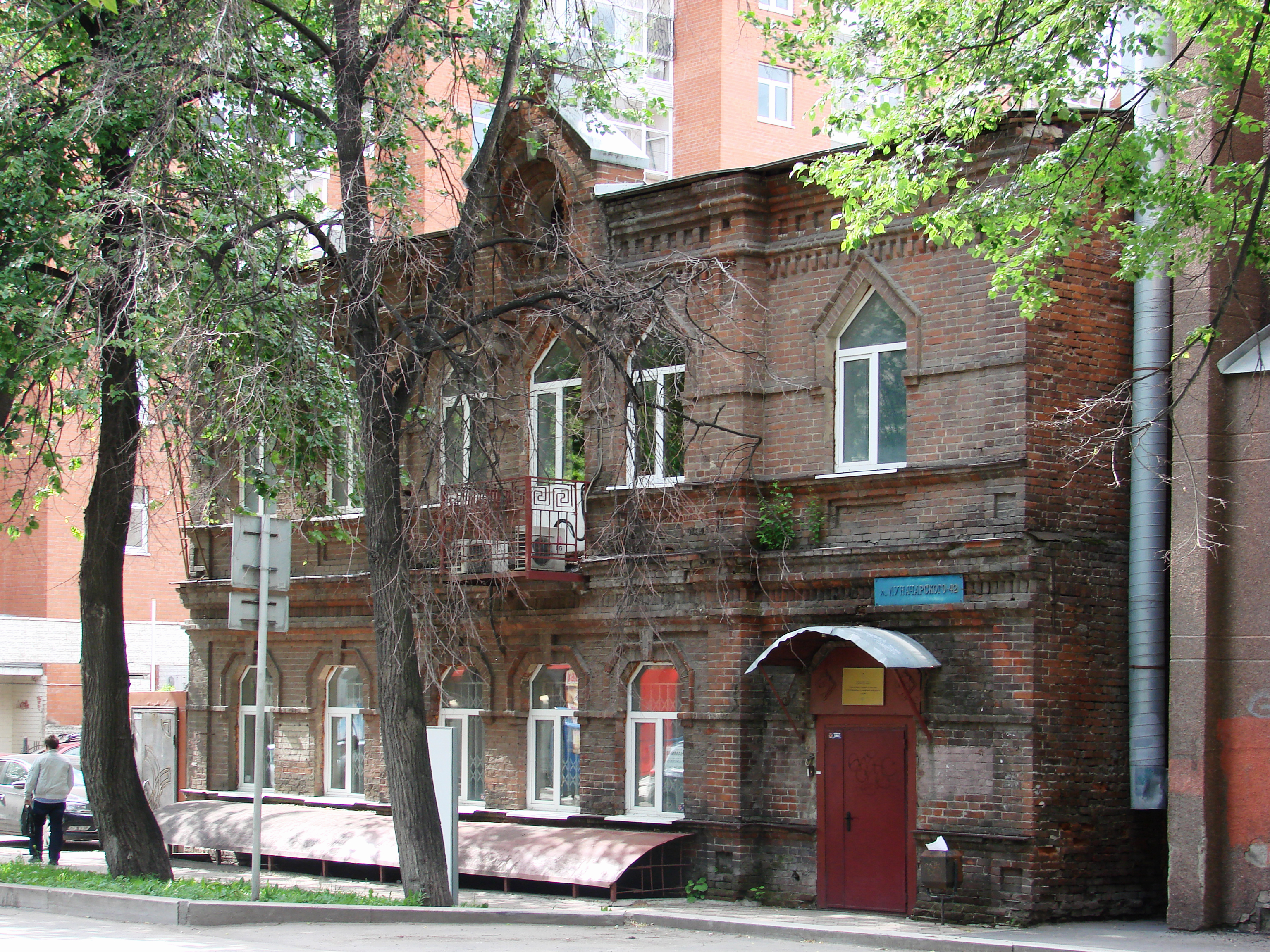
Дом Гебеля

- Частная гимназия сестёр Циммерман (улица Луначарского, 19 / улица Максима Горького, 37)[1].
- Алексеевское реальное училище (улица Луначарского, 24).
- Двухэтажный дом № 42 (бывший дом Гебеля[2], построен в конце XIX века[3]). В этом доме в начале 1920-х годов помещались редакция газеты «Звезда» и отделение РОСТА. После ликвидации отделения РОСТА и переезда редакции в другое помещение в шести комнатах второго этажа жили журналисты. Здесь после приезда в Пермь проживал Аркадий Гайдар[4].